# Danh sách sân vận động quần vợt theo sức chứa

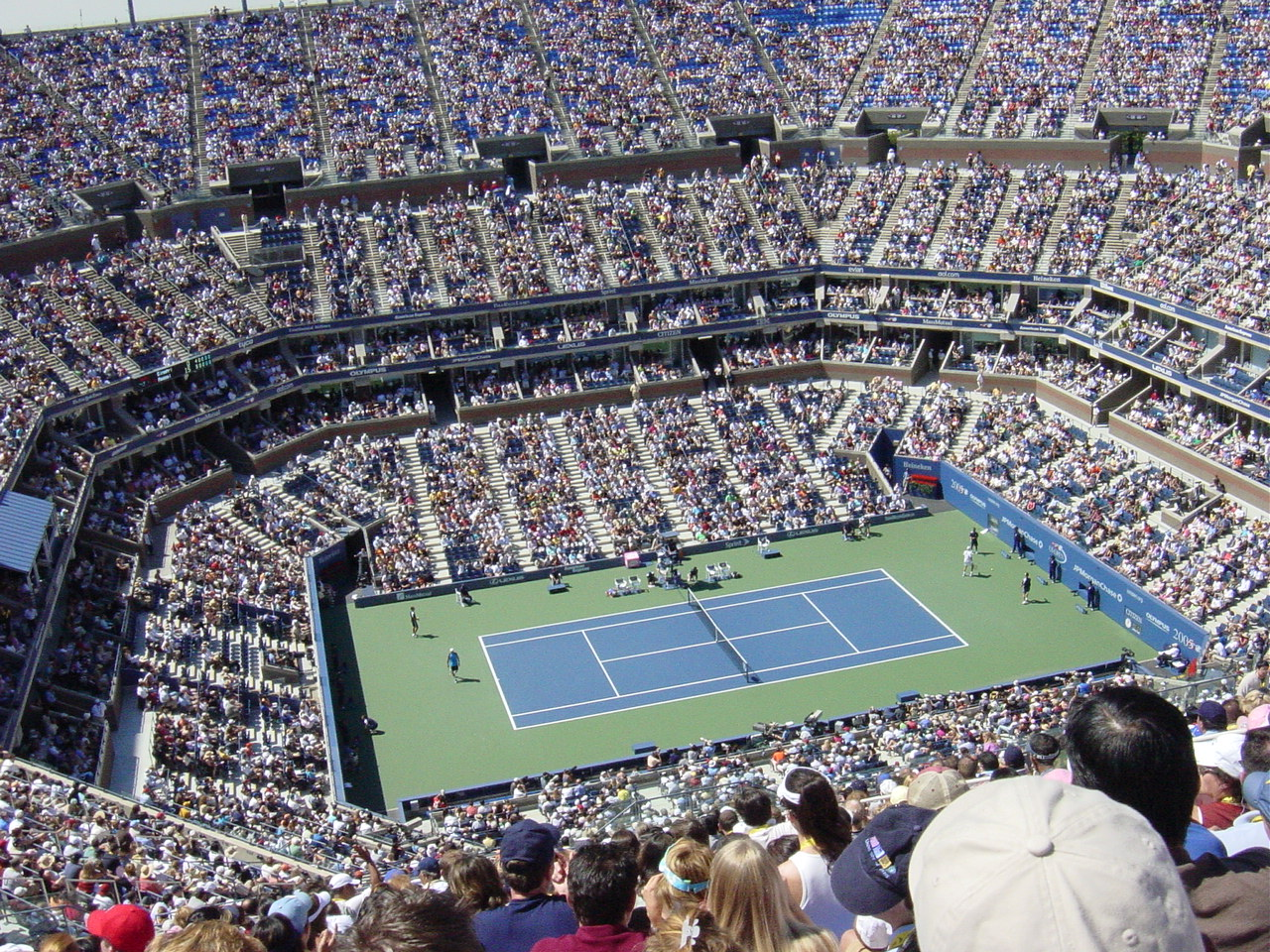
Sân vận động Arthur Ashe, xây dựng năm 1997 tại Trung tâm Quần vợt Quốc gia USTA ở New York, là địa điểm quần vợt lớn nhất thế giới.

Dưới đây là danh sách các sân vận động quần vợt đáng chú ý, đó là số khán giả tối đa mà sân có thể chứa được.
Ghi chú:
- Sân vận động xếp theo sức chứa (nếu bằng nhau, tính theo sân vận động đạt được sức chứa đó đầu tiên)
- Một số địa điểm quần vợt như O2 Arena và Ahoy Rotterdam, là các sân dùng chung hoặc đa chức năng.
- Các sân vận động lớn hơn (hầu hết là bóng đá) vô tình có thể tổ chức một sự kiện quần vợt không được tính ở đây, nhưng được liệt kê độc lập bên dưới.

## Sân vận động quần vợt hiện tại

### Địa điểm quần vợt hệ thống giải ATP/WTA
| Sân vận động                                        | Thành phố             | Quốc gia     | Giải đấu tổ chức                                                        | Sức chứa | Trong nhà/Ngoài trời                   | Mặt sân      | Hệ thống giải | Tham khảo |
| --------------------------------------------------- | --------------------- | ------------ | ----------------------------------------------------------------------- | -------- | -------------------------------------- | ------------ | ------------- | --------- |
| Sân vận động Arthur Ashe                            | New York              | Hoa Kỳ       | Mỹ Mở rộng                                                              | 23.200   | ngoài trời, mái thu vào được           | cứng         | Kết hợp       | [ 1 ]     |
| O2 Arena                                            | Luân Đôn              | Anh Quốc     | ATP World Tour Finals (2009–20)                                         | 17.500   | trong nhà                              | cứng         | ATP           | [ 2 ]     |
| Indian Wells Tennis Garden – Sân 1                  | Indian Wells          | Hoa Kỳ       | Indian Wells Masters                                                    | 16.102   | ngoài trời                             | cứng         | Kết hợp       | [ 3 ]     |
| Ahoy Rotterdam                                      | Rotterdam             | Hà Lan       | ABN AMRO World Tennis Tournament                                        | 15.818   | trong nhà                              | cứng         | ATP           | [ 4 ]     |
| AccorHotels Arena                                   | Paris                 | Pháp         | Paris Masters                                                           | 15.500   | trong nhà                              | cứng         | ATP           | [ 5 ]     |
| Qizhong Forest Sports City Arena                    | Thượng Hải            | Trung Quốc   | ATP World Tour Finals (2005–08); Shanghai Masters                       | 15.000   | ngoài trời, mái thu vào được           | cứng         | ATP           | [ 6 ]     |
| Trung tâm Quần vợt Quốc gia                         | Bắc Kinh              | Trung Quốc   | Trung Quốc Mở rộng                                                      | 15.000   | ngoài trời, mái thu vào được           | cứng         | Kết hợp       | [ 7 ]     |
| Sân vận động Trung tâm Quần vợt Connecticut         | New Haven             | Hoa Kỳ       | Connecticut Mở rộng                                                     | 15.000   | ngoài trời                             | cứng         | WTA           | [ 8 ]     |
| Optics Valley Int. Tennis Center – Central Court    | Vũ Hán                | Trung Quốc   | Wuhan Open                                                              | 15.000   | ngoài trời, mái thu vào được           | cứng         | WTA           | [ 9 ]     |
| Wimbledon Centre Court                              | Luân Đôn              | Anh Quốc     | The Championships, Wimbledon; Thế vận hội Mùa hè 2012                   | 14.979   | ngoài trời, mái thu vào được           | cỏ           | Kết hợp       | [ 10 ]    |
| Stade Roland Garros – Court Philippe Chatrier       | Paris                 | Pháp         | French Open; Thế vận hội Mùa hè 2024                                    | 14.911   | ngoài trời                             | đất nện      | Kết hợp       | [ 11 ]    |
| Rod Laver Arena                                     | Melbourne             | Úc           | Úc Mở rộng                                                              | 14.820   | ngoài trời, mái thu vào được           | cứng         | Kết hợp       | [ 12 ]    |
| Armeets Arena                                       | Sofia                 | Bulgaria     | WTA Tournament of Champions (2012–14); Sofia Open                       | 13.545   | trong nhà                              | cứng         | Kết hợp       | [ 13 ]    |
| Am Rothenbaum                                       | Hamburg               | Đức          | German Open Tennis Championships                                        | 13.300   | ngoài trời, mái thu vào được           | đất nện      | ATP           | [ 14 ]    |
| Tennis Center at Crandon Park                       | Key Biscayne          | Hoa Kỳ       | Miami Masters                                                           | 13.300   | ngoài trời                             | cứng         | Kết hợp       | [ 15 ]    |
| Aviva Centre                                        | Toronto               | Canada       | Canada Masters                                                          | 12.500   | ngoài trời                             | cứng         | WTA/ATP       | [ 16 ]    |
| Caja Mágica, Estadio Manolo Santana                 | Madrid                | Tây Ban Nha  | Madrid Masters                                                          | 12.500   | ngoài trời, mái thu vào được           | đất nện      | Kết hợp       | [ 17 ]    |
| Gerry Weber Stadion                                 | Halle                 | Đức          | Gerry Weber Open                                                        | 12.300   | ngoài trời, mái thu vào được           | cỏ           | ATP           | [ 18 ]    |
| Sân vận động trong nhà Singapore                    | Singapore             | Singapore    | WTA Finals                                                              | 12.000   | trong nhà                              | cứng         | WTA           |           |
| Stade Uniprix                                       | Montreal              | Canada       | Canada Masters                                                          | 11.700   | ngoài trời                             | cứng         | WTA/ATP       | [ 19 ]    |
| Spodek                                              | Katowice              | Poland       | Katowice Open                                                           | 11.500   | trong nhà                              |              | WTA           |           |
| Lindner Family Tennis Center - Center Court         | Cincinnati            | Hoa Kỳ       | Cincinnati Masters                                                      | 11.435   | ngoài trời                             | cứng         | Kết hợp       | [ 20 ]    |
| Olympic Stadium                                     | Moscow                | Nga          | Kremlin Cup                                                             | 11.400   | trong nhà                              | cứng         | Kết hợp       | [ 21 ]    |
| Wimbledon Sân số 1                                  | Luân Đôn              | Anh Quốc     | The Championships, Wimbledon; Thế vận hội Mùa hè 2012                   | 11.393   | ngoài trời, mái thu vào được (từ 2019) | cỏ           | Kết hợp       | [ 22 ]    |
| Hisense Arena                                       | Melbourne             | Úc           | Úc Mở rộng                                                              | 10.500   | ngoài trời, mái thu vào được           | cứng         | Kết hợp       | [ 23 ]    |
| NSW Tennis Centre                                   | Sydney                | Úc           | Sydney International; Olympic 2000                                      | 10.500   | ngoài trời                             | cứng         | Kết hợp       | [ 24 ]    |
| Foro Italico, Campo Centrale                        | Rome                  | Italy        | Italian Open                                                            | 10.500   | ngoài trời                             | đất nện      | Kết hợp       | [ 25 ]    |
| Sân vận động Louis Armstrong                        | New York City         | Hoa Kỳ       | Mỹ Mở rộng                                                              | 14.000   | ngoài trời, mái thu vào được           | cứng         | Kết hợp       | [ 26 ]    |
| Volvo Tennis Center                                 | Charleston            | Hoa Kỳ       | Volvo Cars Open                                                         | 10.200   | ngoài trời                             | đất nện xanh | WTA           | [ 27 ]    |
| Stade Roland Garros – Court Suzanne Lenglen         | Paris                 | Pháp         | French Open; 2024 Summer Olympics                                       | 10.056   | ngoài trời                             | đất nện      | Kết hợp       | [ 11 ]    |
| Ariake Coliseum                                     | Tokyo                 | Nhật Bản     | Japan Open Tennis Championships, Pan Pacific Open; 2020 Summer Olympics | 10.000   | ngoài trời, mái thu vào được           | cứng         | WTA/ATP       | [ 28 ]    |
| Lotus Court                                         | Bắc Kinh              | Trung Quốc   | Trung Quốc Mở rộng; 2008 Olympics                                       | 10.000   | ngoài trời                             | cứng         | Kết hợp       | [ 29 ]    |
| Seoul Olympic Park Tennis Center                    | Seoul                 | Hàn Quốc     | 1988 Olympics; Korea Open                                               | 10.000   | ngoài trời                             | cứng         | WTA           | [ 30 ]    |
| Estoril Court Central                               | Oeiras                | Bồ Đào Nha   | Portugal Open                                                           | 10.000   | ngoài trời                             | đất nện      | Kết hợp       | [ 31 ]    |
| Maria Esther Bueno Court                            | Rio de Janeiro        | Brasil       | 2016 Summer Olympics                                                    | 10.000   | ngoài trời                             | cứng         | Kết hợp       | [ 32 ]    |
| Guangdong Olympic Tennis Centre – Centre Court      | Guangzhou             | Trung Quốc   | Guangzhou International Women's Open                                    | 9.534    | ngoài trời                             | cứng         | WTA           | [ 33 ]    |
| Monte Carlo Country Club                            | Roquebrune-Cap-Martin | Pháp         | Monte-Carlo Masters                                                     | 9.000    | ngoài trời                             | đất nện      | ATP           | [ 34 ]    |
| St. Jakobshalle                                     | Basel                 | Thụy Sĩ      | Swiss Indoors                                                           | 9.000    | trong nhà                              | cứng         | ATP           | [ 35 ]    |
| Pista Rafa Nadal                                    | Barcelona             | Tây Ban Nha  | Barcelona Mở rộng                                                       | 8.800    | ngoài trời                             | đất nện      | ATP           | [ 36 ]    |
| Queen's Club                                        | Luân Đôn              | Anh Quốc     | Queen's Club Championships                                              | 8.651    | ngoài trời                             | cỏ           | ATP           | [ 37 ]    |
| Delray Beach Tennis Center – Stadium                | Delray Beach          | Hoa Kỳ       | Delray Beach Open                                                       | 8.200    | ngoài trời                             | cứng         | ATP           | [ 38 ]    |
| Garanti Koza Arena                                  | Istanbul              | Turkey       | TEB BNP Istanbul Open                                                   | 8.000    | ngoài trời                             | đất nện      | ATP           | [ 39 ]    |
| Devonshire Park Lawn Tennis Club                    | Eastbourne            | Anh Quốc     | Eastbourne International                                                | 8.000    | ngoài trời                             | cỏ           | WTA           | [ 40 ]    |
| Indian Wells Tennis Garden – Stadium 2              | Indian Wells          | Hoa Kỳ       | Indian Wells Masters                                                    | 8.000    | ngoài trời                             | cứng         | Kết hợp       | [ 3 ]     |
| West Ridge Park Tennis Stadium                      | Durban                | South Africa | Nam Phi Mở rộng                                                         | 7.500    |                                        |              |               |           |
| William H.G. FitzGerald Tennis Center               | Washington, D.C.      | Hoa Kỳ       | Washington Open                                                         | 7.500    | ngoài trời                             | cứng         | Kết hợp       | [ 41 ]    |
| Wiener Stadthalle                                   | Viên                  | Áo           | Vienna Open                                                             | 7.500    | trong nhà                              | cứng         | ATP           | [ 42 ]    |
| Margaret Court Arena                                | Melbourne             | Úc           | Úc Mở rộng                                                              | 7.500    | ngoài trời, mái thu vào được           | cứng         | Kết hợp       | [ 43 ]    |
| Sibur Arena                                         | St. Petersburg        | Nga          | St. Petersburg Open, St. Petersburg Ladies' Trophy                      | 7.140    | trong nhà                              | cứng         | WTA/ATP       | [ 44 ]    |
| Khalifa International Tennis and Squash Complex     | Doha                  | Qatar        | Qatar Open, Qatar Ladies Open                                           | 7.000    | ngoài trời                             | cứng         | WTA/ATP       | [ 45 ]    |
| Tennis Club Weissenhof                              | Stuttgart             | Đức          | MercedesCup                                                             | 6.500    | ngoài trời                             | cỏ           | ATP           | [ 46 ]    |
| Buenos Aires Lawn Tennis Club                       | Buenos Aires          | Argentina    | ATP Buenos Aires                                                        | 6.250    | ngoài trời                             | đất nện      | ATP           | [ 47 ]    |
| Porsche Arena                                       | Stuttgart             | Đức          | Porsche Tennis Grand Prix                                               | 6.100    | trong nhà                              | đất nện      | WTA           | [ 48 ]    |
| Fairmont Acapulco Princess                          | Acapulco              | Mexico       | Mexican Open                                                            | 6.000    |                                        | cứng         | Kết hợp       | [ 49 ]    |
| Sichuan International Tennis Center – Center Court  | Thành Đô              | Trung Quốc   | Chengdu Open                                                            | 6.000    | ngoài trời                             | cứng         | ATP           | [ 50 ]    |
| Roy Emerson Arena                                   | Gstaad                | Thụy Sĩ      | Suisse Open Gstaad                                                      | 6.000    | ngoài trời                             | đất nện      | ATP/WTA       | [ 51 ]    |
| Grandstand                                          | New York City         | Hoa Kỳ       | Mỹ Mở rộng                                                              | 8.125    | ngoài trời                             | cứng         | Kết hợp       | [ 52 ]    |
| Tennis stadium Kitzbühel                            | Kitzbühel             | Áo           | Austrian Open Kitzbühel                                                 | 6.000    |                                        |              | ATP           | [ 53 ]    |
| L'Àgora (Ciutat de les Arts i les Ciències)         | Valencia              | Tây Ban Nha  | Valencia Open 500                                                       | 6.000    |                                        |              | ATP           | [ 54 ]    |
| Intersport Arena                                    | Linz                  | Áo           | Generali Ladies Linz                                                    | 5.699    |                                        |              | WTA           | [ 55 ]    |
| Complexe Al Amal                                    | Casablanca            | Maroc        | Grand Prix Hassan II                                                    | 5.500    |                                        |              | ATP           | [ 56 ]    |
| Pat Rafter Arena                                    | Brisbane              | Úc           | Brisbane International                                                  | 5.500    |                                        |              | Kết hợp       | [ 57 ]    |
| Racquet Club of Memphis                             | Memphis               | Hoa Kỳ       | Memphis Open                                                            | 5.200    |                                        |              | ATP           | [ 58 ]    |
| Lindner Family Tennis Center - Grandstand           | Cincinnati            | Hoa Kỳ       | Cincinnati Masters                                                      | 5.000    |                                        |              | Kết hợp       | [ 20 ]    |
| Dubai Tennis Stadium                                | Dubai                 | UAE          | Dubai Tennis Championships                                              | 5.000    |                                        |              | WTA/ATP       | [ 59 ]    |
| BNR Arenas                                          | Bucharest             | România      | Bucharest Open, BCR Open Romania                                        | 5.000    |                                        |              | WTA/ATP       | [ 60 ]    |
| Qizhong Forest Sports City Grand Stand Court 2      | Shanghai              | Trung Quốc   | Shanghai Masters                                                        | 5.000    |                                        |              | ATP           | [ 6 ]     |
| Kungliga tennishallen                               | Stockholm             | Thụy Điển    | Stockholm Open                                                          | 5.000    |                                        |              | ATP           | [ 61 ]    |
| Båstad Tennis Stadium                               | Båstad                | Thụy Điển    | Swedish Open                                                            | 5.000    |                                        |              | WTA/ATP       | [ 61 ]    |
| Optics Valley International Tennis Center – Court 1 | Wuhan                 | Trung Quốc   | Wuhan Open                                                              | 5.000    |                                        |              | WTA           | [ 62 ]    |
| Zhuhai Hengqin International Tennis Center          | Zhuhai                | Trung Quốc   | WTA Elite Trophy                                                        | 5.000    |                                        |              | WTA           | [ 63 ]    |
| Warszawianka Tennis Centre                          | Warsaw                | Poland       | Warsaw Open                                                             | 4.500    |                                        |              | ATP           | [ 64 ]    |
| Arènes de Metz                                      | Metz                  | Pháp         | Moselle Open                                                            | 4.303    |                                        |              | ATP           | [ 65 ]    |
| MTTC Iphitos                                        | Munich                | Đức          | BMW Open                                                                | 4.300    |                                        |              | ATP           | [ 66 ]    |
| Court Banque Nationale                              | Montreal              | Canada       | Canada Masters                                                          | 4.250    | ngoài trời                             | cứng         | WTA/ATP       |           |
| Mhalunge Balewadi Tennis Complex                    | Pune                  | India        | Maharashtra Open                                                        | 4.200    | ngoài trời                             | cứng         | ATP           | [ 67 ]    |
| Lindner Family Tennis Center - Court #3             | Cincinnati            | Hoa Kỳ       | Cincinnati Masters                                                      | 4.000    |                                        |              | Kết hợp       | [ 20 ]    |
| ITC Stella Maris                                    | Umag                  | Croatia      | Croatia Open Umag                                                       | 4.000    | ngoài trời                             | đất nện      | ATP           | [ 68 ]    |
| Newport Casino                                      | Newport               | Hoa Kỳ       | US Natl. Championships (1881–1914); Hall of Fame Championships          | 3.038    |                                        |              | ATP           | [ 69 ]    |
| Moon Court                                          | Bắc Kinh              | Trung Quốc   | Trung Quốc Mở rộng; 2008 Olympics                                       | 4.000    |                                        |              | Kết hợp       | [ 29 ]    |
| Wimbledon Sân số 2                                  | Luân Đôn              | Anh Quốc     | The Championships, Wimbledon; Thế vận hội Mùa hè 2012                   | 4.000    |                                        |              | Kết hợp       |           |
| Shenzhen Longgang Sports Center                     | Shenzhen              | Trung Quốc   | Shenzhen Open                                                           | 4.000    |                                        |              | WTA/ATP       | [ 70 ]    |
| Roland Garros Sân số 1 (being replaced to demolish) | Paris                 | Pháp         | French Open                                                             | 3.802    |                                        |              | Kết hợp       | [ 11 ]    |
| Victoria Park, Hong Kong                            | Causeway Bay          | Hồng Kông    | Hong Kong Tennis Classic; Hong Kong Open                                | 3.607    |                                        |              | WTA           | [ 71 ]    |
| Estadio 2: Arantxa Sánchez Vicario                  | Madrid                | Tây Ban Nha  | Madrid Open                                                             | 3.500    |                                        |              | Kết hợp       | [ 72 ]    |
| Tuanbo International Tennis Center                  | Tianjin               | Trung Quốc   | Tianjin Open                                                            | 3.500    |                                        |              | WTA           |           |
| ASB Centre                                          | Auckland              | New Zealand  | ATP Auckland Open, WTA Auckland Open                                    | 3.200    |                                        |              | WTA/ATP       | [ 73 ]    |
| River Oaks Country Club                             | Houston               | Hoa Kỳ       | U.S. Men's Clay Court Championships                                     | 3.000    |                                        |              | ATP           | [ 74 ]    |
| Melbourne Park Show Court 2                         | Melbourne             | Úc           | Úc Mở rộng                                                              | 3.000    |                                        |              | Kết hợp       | [ 75 ]    |
| Melbourne Park Show Court 3                         | Melbourne             | Úc           | Úc Mở rộng                                                              | 3.000    |                                        |              | Kết hợp       | [ 75 ]    |
| Baku Tennis Academy Central Court                   | Baku                  | Azerbaijan   | Baku Cup                                                                | 3.000    |                                        |              | WTA           |           |
| BJK National Tennis Center – Court 17               | Thành phố New York    | Hoa Kỳ       | Mỹ Mở rộng                                                              | 2.500    |                                        |              | Kết hợp       | [ 1 ]     |
| Estadio 3                                           | Madrid                | Tây Ban Nha  | Madrid Open                                                             | 2.500    |                                        |              | Kết hợp       | [ 72 ]    |
| Hobart International Tennis Centre                  | Hobart                | Úc           | Hobart International                                                    | 2.500    |                                        |              | WTA           | [ 76 ]    |
| Lindner Family Tennis Center - Court 10             | Cincinnati            | Hoa Kỳ       | Cincinnati Masters                                                      | 2.000    |                                        |              | Kết hợp       | [ 20 ]    |
| Qizhong Forest Sports City Court 3                  | Shanghai              | Trung Quốc   | Shanghai Masters                                                        | 2.000    |                                        |              | ATP           | [ 6 ]     |
| Brad Drewett Court                                  | Bắc Kinh              | Trung Quốc   | Trung Quốc Mở rộng; 2008 Olympics                                       | 2.000    |                                        |              | Kết hợp       | [ 77 ]    |
| Wimbledon Sân số 3                                  | Luân Đôn              | Anh Quốc     | The Championships, Wimbledon                                            | 2.000    |                                        |              | Kết hợp       | [ 10 ]    |
| Guangdong Olympic Tennis Centre – Court 1           | Guangzhou             | Trung Quốc   | Guangzhou International Women's Open                                    | 1.845    |                                        |              | WTA           | [ 33 ]    |

### Địa điểm Davis Cup và Fed Cup
Dưới đây là danh sách các sân vận động đã tổ chức một trận đấu Nhóm Thế giới ở Davis Cup hoặc Fed Cup (bao gồm cả playoff Nhóm Thế giới), nhưng chưa bao giờ xuất hiện ở các giải ATP hay WTA.
| Thứ hạng | Sân vận động                           | Sự kiện quần vợt sức chứa | Thành phố                 | Quốc gia       | Giải đấu tổ chức                                               | Nguồn         |
| -------- | -------------------------------------- | ------------------------- | ------------------------- | -------------- | -------------------------------------------------------------- | ------------- |
| 1        | Sân vận động Pierre-Mauroy             | 27.448                    | Villeneuve-d'Ascq         | Pháp           | chung kết Davis Cup 2014, chung kết Davis Cup 2017             | [ 78 ]        |
| 2        | Sân vận động La Cartuja                | 27.200                    | Seville                   | Tây Ban Nha    | chung kết Davis Cup 2004                                       | [ 79 ]        |
| 3        | White City Stadium                     | 25.578                    | Sydney                    | Australia      | chung kết Davis Cup 1954                                       | [ 80 ]        |
| 4        | Las Ventas                             | 23.798                    | Madrid                    | Tây Ban Nha    | bán kết Davis Cup 2008                                         | [ 81 ]        |
| 5        | Belgrade Arena                         | 23.000                    | Belgrade                  | Serbia         | Davis Cup 2007 Playoff Nhóm Thế giới; chung kết Davis Cup 2010 | [ 82 ]        |
| 6        | Palexpo                                | 18.400                    | Geneva                    | Thụy Sĩ        | Davis Cup 2013, Davis Cup 2014                                 | [ 83 ]        |
| 7        | O2 Arena (Prague)                      | 17.000                    | Prague                    | Cộng hòa Séc   | Davis Cup 2007 Playoff Nhóm Thế giới                           | [ 84 ]        |
| 8        | Palau Sant Jordi                       | 16.500                    | Barcelona                 | Tây Ban Nha    | chung kết Davis Cup 2000; chung kết Davis Cup 2009             | [ 85 ]        |
| 9        | Barclaycard Arena                      | 15.800                    | Birmingham                | Anh Quốc       | 2016 Davis Cup                                                 |               |
| 10       | Estadio Mary Terán de Weiss            | 15.500                    | Buenos Aires              | Argentina      | bán kết Davis Cup 2006                                         | [ 86 ]        |
| 11       | Tauron Arena Kraków                    | 15.328                    | Kraków                    | Poland         | Fed Cup 2015                                                   | [ 87 ]        |
| 12       | Palacio de Deportes de Santander       | 14.000                    | Santander                 | Tây Ban Nha    | bán kết Davis Cup 2000                                         | [ 88 ]        |
| 13       | Flanders Expo                          | 13.000                    | Ghent                     | Bỉ             | chung kết Davis Cup 2015                                       |               |
| 14       | Memorial Coliseum                      | 12.000                    | Portland, Oregon          | Hoa Kỳ         | chung kết Davis Cup 2007                                       | [ 89 ]        |
| 15       | Nokia Arena                            | 11.700                    | Tel Aviv                  | Israel         | các trận đấu Davis Cup                                         | [ 91 ] [ 92 ] |
| 16       | Public Auditorium                      | 11.500                    | Cleveland                 | Hoa Kỳ         | chung kết Davis Cup 1973                                       | [ 93 ]        |
| 17       | Mediolanum Forum                       | 11.200                    | Milan                     | Italy          | chung kết Davis Cup 1998                                       | [ 94 ]        |
| 18       | Sears Centre                           | 11.000                    | Hoffman Estates, Illinois | Hoa Kỳ         | Davis Cup 2014                                                 | [ 95 ]        |
| 19       | Queensland Sport and Athletics Centre  | 10.000                    | Brisbane                  | Australia      | bán kết Davis Cup 1999                                         | [ 96 ]        |
| 20       | Polideportivo Islas Malvinas           | 9.800                     | Mar del Plata             | Argentina      | chung kết Davis Cup 2008                                       | [ 97 ]        |
| 21       | Commonwealth Arena                     | 8.200                     | Glasgow                   | United Kingdom | Davis Cup 2015                                                 | [ 98 ]        |
| 22       | Petco Park                             | 8.000                     | San Diego                 | Hoa Kỳ         | Davis Cup 2014                                                 | [ 99 ]        |
| 23       | Patinódromo Municipal                  | 8.000                     | Mar del Plata             | Argentina      | Davis Cup 2014                                                 | [ 100 ]       |
| 24       | Bill Graham Civic Auditorium           | 7.000                     | San Francisco             | Hoa Kỳ         | chung kết Davis Cup 1974                                       |               |
| 25       | Anita Lizana Court at Estadio Nacional | 6.300                     | Santiago                  | Chile          | chung kết Davis Cup 1976                                       | [ 101 ]       |
| 26       | Royal Dublin Society                   | 6.000                     | Dublin                    | Ireland        | Davis Cup 1983                                                 | [ 102 ]       |
| 27       | Sibamac Arena                          | 4.500                     | Bratislava                | Slovakia       | Davis Cup 2005                                                 |               |
| 28       | Lokomotyv Palace of Sports             | 2.574                     | Kharkiv                   | Ukraina        | Fed Cup 2010                                                   | [ 103 ]       |
| 29       | Idrottens Hus                          | 2.400                     | Helsingborg               | Thụy Điển      | Davis Cup 2001; Davis Cup 2003; Davis Cup 2009                 | [ 104 ]       |

|  | Kỉ lục khán giả cho một trận quần vợt quốc tế. |

## Địa điểm quần vợt cũ
Đây là danh sách các sân vận động không còn tổ chức các giải đấu quần vợt chuyên nghiệp trong hệ thống giải nam hoặc nữ (ATP/WTA), nhưng từng có trong quá khứ.
| Sân vận động                                                | Sức chứa | Thành phố                   | Quốc gia    | Giải đấu tổ chức                                                                    | Nguồn   |
| ----------------------------------------------------------- | -------- | --------------------------- | ----------- | ----------------------------------------------------------------------------------- | ------- |
| Sportpaleis                                                 | 18.500   | Antwerp                     | Bỉ          | Diamond Games                                                                       | [ 105 ] |
| Sinan Erdem Dome                                            | 16.410   | Istanbul                    | Thổ Nhĩ Kỳ  | WTA Championships (2011–13)                                                         | [ 106 ] |
| Putra Indoor Stadium                                        | 14,      | Kuala Lumpur                | Malaysia    | ATP Malaysian Open                                                                  |         |
| West Side Tennis Club                                       | 14.000   | New York City               | Hoa Kỳ      | Mỹ Mở rộng (1923–1977); Forest Hills Tennis Classic                                 | [ 107 ] |
| Hallenstadion                                               | 13.000   | Zürich                      | Thụy Sĩ     | Zurich Open                                                                         | [ 108 ] |
| Telefónica Arena Madrid                                     | 12.000   | Madrid                      | Tây Ban Nha | Madrid Masters (2002–2008); WTA Championships                                       | [ 109 ] |
| Netaji Indoor Stadium                                       | 12.000   | Kolkata                     | India       | Sunfeast Open                                                                       | [ 110 ] |
| Pavilhão Atlântico                                          | 12.000   | Lisbon                      | Bồ Đào Nha  | ATP World Tour Finals (2000)                                                        | [ 31 ]  |
| SCC Peterburgsky                                            | 12.000   | St. Petersburg              | Nga         | St. Petersburg Open                                                                 | [ 111 ] |
| IMPACT Arena                                                | 12.000   | Bangkok                     | Thái Lan    | Thailand Open                                                                       | [ 112 ] |
| HP Pavilion at San Jose                                     | 11.386   | San Jose, California        | Hoa Kỳ      | SAP Open                                                                            | [ 113 ] |
| Indianapolis Tennis Center                                  | 10.000   | Indianapolis                | Hoa Kỳ      | Indianapolis Tennis Championships                                                   | [ 114 ] |
| National Tennis Centre                                      | 10.000   | Toronto                     | Canada      | Canada Masters                                                                      |         |
| Tokyo Metropolitan Gymnasium                                | 10.000   | Tokyo                       | Nhật Bản    | Pan Pacific Open                                                                    | [ 115 ] |
| Beijing Tennis Center                                       | 10.000   | Beijing                     | Trung Quốc  | China Open (2004–2008)                                                              |         |
| SRPC Milan Gale Muškatirović                                | 9.000    | Belgrade                    | Serbia      | Serbia Open                                                                         | [ 116 ] |
| Athens Olympic Tennis Centre                                | 8.600    | Athens                      | Hy Lạp      | 2004 Olympics                                                                       | [ 117 ] |
| Kooyong Stadium                                             | 8.500    | Melbourne                   | Australia   | Úc mở rộng; Kooyong Classic                                                         | [ 118 ] |
| Burswood Dome                                               | 8.000    | Perth                       | Australia   | Hopman Cup                                                                          | [ 114 ] |
| The Home Depot Center (tennis)                              | 8.000    | Carson, California          | Hoa Kỳ      | LA Women's Tennis Championships; East west bank classic                             | [ 119 ] |
| Stone Mountain Tennis Center                                | 7.200    | Atlanta                     | Hoa Kỳ      | 1996 Olympics                                                                       | [ 121 ] |
| Steffi-Graf-Stadion                                         | 7.000    | Berlin                      | Đức         | WTA German Open                                                                     | [ 122 ] |
| Dom Sportova                                                | 7.000    | Zagreb                      | Croatia     | Zagreb Indoors                                                                      | [ 123 ] |
| Palais des Sports de Gerland                                | 6.500    | Lyon                        | Pháp        | Grand Prix de Tennis de Lyon                                                        | [ 124 ] |
| Fairmont Scottsdale Princess Tennis Club                    | 6.300    | Scottsdale, Arizona         | Hoa Kỳ      | ATP Scottsdale Classic (1987–2005)                                                  | [ 125 ] |
| Memorial Drive Park                                         | 6.000    | Adelaide                    | Australia   | Next Generation Adelaide International                                              | [ 126 ] |
| Los Angeles Tennis Center                                   | 5.800    | Los Angeles                 | Hoa Kỳ      | Countrywide Classic; 1984 Olympics                                                  | [ 128 ] |
| SDAT Tennis Stadium                                         | 5.800    | Chennai                     | India       | Chennai Open                                                                        | [ 129 ] |
| Racquet Park at Amelia Island Plantation                    | 5.390    | Amelia Island, Florida      | Hoa Kỳ      | Bausch & Lomb Championships                                                         | [ 130 ] |
| Westside Tennis Club                                        | 5.240    | Houston, Texas              | Hoa Kỳ      | U.S. Men's Clay Court Championships (2001–2007); ATP World Tour Finals (2003, 2004) | [ 131 ] |
| Memorial Drive Park                                         | 5.000    | Adelaide                    | Australia   | World Tennis Challenge                                                              |         |
| Sportlokaal Bokkeduinen                                     | 5.000    | Amersfoort                  | Hà Lan      | Dutch Open – Kết hợp                                                                | [ 132 ] |
| Utsubo Tennis Center Center Court                           | 5.000    | Osaka                       | Nhật Bản    | Japan Women's Open                                                                  | [ 133 ] |
| Darling Tennis Center                                       | 3.500    | Las Vegas, Nevada           | Hoa Kỳ      | Tennis Channel Open                                                                 | [ 134 ] |
| Római Teniszakadémia                                        | 3.000    | Budapest                    | Hungary     | Budapest Grand Prix                                                                 | [ 135 ] |
| Sân vận động Quần vợt – Trung tâm Thể thao Guangzhou Tianhe | 2.000    | Guangzhou                   | Trung Quốc  | Guangzhou International Women's Open                                                | [ 136 ] |
| Sea Pines Racquet Club                                      | 1.800    | Hilton Head, South Carolina | Hoa Kỳ      | Family Circle Cup (1973–2000)                                                       |         |
| Werzer Arena                                                | 1.600    | Pörtschach                  | Áo          | Hypo Group Tennis International                                                     | [ 137 ] |
| Athens Lawn Tennis Club                                     | 1.500    | Athens                      | Hy Lạp      | Greek Open                                                                          |         |
| LTAT National Tennis Development Centre                     | 1.500    | Bangkok                     | Thái Lan    | Thailand Open                                                                       | [ 138 ] |
| Fitzwilliam Lawn Tennis Club                                | 1.000    | Dublin                      | Ireland     | Shelbourne Irish Open                                                               |         |

## Các sự kiên quần vợt khác
| Thứ hạng | Sân vận động                     | Sức chứa | Thành phố         | Quốc gia       | Sự kiện tổ chức                          | Ngày                        | Nguồn           |
| -------- | -------------------------------- | -------- | ----------------- | -------------- | ---------------------------------------- | --------------------------- | --------------- |
| 1        | King Baudouin Stadium            | 50.024   | Brussels          | Bỉ             | Best of Belgium versus Best of the World | ngày 8 tháng 7 năm 2010     | [ 139 ]         |
| 2        | Reliant Astrodome                | 46.000   | Houston           | Hoa Kỳ         | The Battle of the Sexes                  | 20 tháng 9 năm 1973         | [ 140 ]         |
| 3        | Mall of Asia Arena               | 20.000   | Pasay             | Philippines    | International Premier Tennis League      | 2014                        | [ 141 ] [ 142 ] |
| 4        | Dubai Sports Complex             | 15.000   | Dubai             | UAE            | International Premier Tennis League      | 2014                        | [ 143 ]         |
| =        | Indira Gandhi Arena              | 15.000   | New Delhi         | India          | International Premier Tennis League      | 2014                        | [ 144 ]         |
| 6        | Perth Arena                      | 14.025   | Perth             | Australia      | Hopman Cup                               | sự kiện thường niên của ITF | [ 114 ]         |
| 7        | Sân vận động trong nhà Singapore | 12.000   | Singapore         | Singapore      | International Premier Tennis League      | 2014                        | [ 145 ]         |
| 8        | Palma Arena                      | 7.000    | Palma de Mallorca | Tây Ban Nha    | Battle of Surfaces                       | 2 tháng 5 năm 2007          | [ 146 ]         |
| 9        | Circolo della Stampa             | 7.000    | Turin             | Italy          | Sporting Challenger                      | 2002—2011                   |                 |
| 10       | Stoke Park                       | 1.900    | Stoke Poges       | United Kingdom | Boodles Challenge                        | thường niên                 | [ 147 ]         |

|  | Kỉ lục khán giả cho một trận đấu quần vợt. |